# Фонтан Радуги
 Мост «Фонтан радуги» (Панпхо) — самый длинный мост-фонтан в мире (длина — 1140 м). Расположен в Сеуле. Официально занесен в Книгу рекордов Гиннесса.
В отличие от обычных фонтанов, бьющих вверх, струи Фонтана радуги направлены в стороны. Направление и подсветка струй имеют индивидуальное программное управление, которое может быть синхронизировано с музыкальным сопровождением.
Вода забирается и выливается в реку Ханган, ежеминутный расход — 190 тонн. Фонтан оборудован тридцатью восемью насосами, максимальный расход воды каждого из которых — 420 м³/ч, напор — 810 м. Дальность выброса струи воды — 20 метров.
Официальное открытие фонтана состоялось в мае 2009 года.